# Hans Melchior
Pour les articles homonymes, voir Melchior.
Hans Melchior, né le 5 août 1894 à Berlin et mort le 12 mars 1984 dans la même ville, est un botaniste, taxinomiste et professeur allemand, qui effectua l'essentiel de sa carrière au jardin botanique et musée botanique de Berlin-Dahlem.